# Dallas Buyers Club
Dallas Buyers Club là một bộ phim chính kịch tiểu sử của Mỹ sản xuất năm 2013 do Craig Borten và Melisa Wallack viết kịch bản và đạo diễn bởi Jean-Marc Vallée. Ron Woodroof (Mathew McConaughey) là một bệnh nhân bị chẩn đoán AIDS vào giữa những năm 1980 khi việc chữa trị HIV/AIDS còn đang được nghiên cứu, trong khi căn bệnh này chưa được hiểu rõ và bị kì thị cao. Là một phần của phong trào điều trị thử nghiệm AIDS, anh đã buôn lậu dược phẩm trái phép vào Texas nhằm chữa trị các triệu chứng của mình, đồng thời phân phát chúng cho những người đồng hương bị AIDS bằng cách xây dựng một câu lạc bộ có tên "Dallas Buyers Club", trong khi đó anh phải đối mặt với sự phản đối từ Cục quản lý Thực phẩm và Dược phẩm Hoa Kỳ. Hai nhân vật phụ hư cấu trong phim, Tiến sĩ Eve Saks (Jennifer Garner) và Rayon (Jared Leto) là những vai diễn tổng hợp được tạo ra từ các cuộc phỏng vấn của biên kịch với những bệnh nhân chuyển giới AIDS, các nhà hoạt động và y bác sĩ.